# Dannemora
Dannemora és una població dels Estats Units a l'estat de Nova York. Segons el cens del 2000 tenia 4.129 habitants.

## Demografia
Segons el cens del 2000, Dannemora tenia 4.129 habitants, 469 habitatges, i 326 famílies. La densitat de població era de 1.317,5 habitants/km².
Dels 469 habitatges en un 35,4% hi vivien nens de menys de 18 anys, en un 48,6% hi vivien parelles casades, en un 15,4% dones solteres, i en un 30,3% no eren unitats familiars. En el 23% dels habitatges hi vivien persones soles el 10,7% de les quals corresponia a persones de 65 anys o més que vivien soles. El nombre mitjà de persones vivint en cada habitatge era de 2,62 i el nombre mitjà de persones que vivien en cada família era de 3,03.
Per edats la població es repartia de la següent manera: un 8,9% tenia menys de 18 anys, un 12,6% entre 18 i 24, un 58,2% entre 25 i 44, un 16,1% de 45 a 60 i un 4,1% 65 anys o més.
L'edat mediana era de 34 anys. Per cada 100 dones de 18 o més anys hi havia 682,1 homes.
La renda mediana per habitatge era de 42.500 $ i la renda mediana per família de 47.019 $. Els homes tenien una renda mediana de 24.753 $ mentre que les dones 24.286 $. La renda per capita de la població era de 18.872 $. Entorn del 13,5% de les famílies i el 14,5% de la població estaven per davall del llindar de pobresa.